# Ruby Braff
Reuben Braff (Boston, 16 maart 1927 - Chatham, 9 februari 2003) was een Amerikaanse jazzmuzikant (kornet, trompet).

## Biografie
Braff speelde vanaf de jaren 1940 in de omgeving van Boston en trad vanaf 1947 op in New Yorkse clubs. In 1949 speelde hij met de band van de klarinettist Edmond Hall in het Savoy Cafe in Boston, waar hij ook speelde met Pee Wee Russell. In 1953 verhuisde hij weer naar New York, waar hij in 1953/1954 speelde met het Vic Dickenson Septet. Braff volgde een tamelijk unieke weg en speelde vintage jazz van de jaren 1920 en 1930 in opvolging van Louis Armstrong en Bix Beiderbecke (hij noemde het discreet 'Adoration of the melody'). Tijdens de jaren 1950 was hij vanwege de flexibiliteit en warmte van zijn klank ook technisch een voorbeeld (zijn oorspronkelijk wensinstrument was de saxofoon).
Hij speelde met Benny Goodman, Woody Herman, Buck Clayton, Bud Freeman en Ellis Larkins, maar had echter tijdens de jaren 1950 moeilijkheden om werk te krijgen. Zijn jeugdvriend George Wein kwam hem te hulp, die hem in zijn Storyville Club regelmatig optredens bezorgde en hem tijdens de jaren 1960 en 1970 naar de Newport All Stars haalde. Tijdens de jaren 1970 vormde hij een kwartet zonder piano met de gitarist George Barnes, toentertijd zeer succesvol en de enige samenwerking, die bij hem meer dan een jaar duurde, totdat deze in 1975 ook met een ruzie eindigde (hij stond bekend voor zijn vaak barse, beledigende gedrag).
Van 1971 tot 1973 werkte hij met de zanger Tony Bennett. Hij speelde ook vaak met de pianist Dick Hyman (album: America the beautiful bij Arbors Records). In 1991/1992 nam hij voor Concord Records Ruby Braff and his New England songhounds 1,2 op en met de saxofonist Scott Hamilton Bravura eloquence (1990), With an extra bit of luck (1989), Younger than Swingtime (1990) (de beide laatsten met Dick Hyman) en vervolgens in 1996 Inside & Out met Roger Kellaway.

## Overlijden
Ruby Braff overleed in februari 2003 op 75-jarige leeftijd.

## Discografie
- 1954: Thigamagic (Vanguard Records) met (Mel Powell en Bobby Donaldson)
- 1955: The Complete Duets (Definitive) met Ellis Larkins
- 1994: Calling Berlin: Volume 1 (Arbors Records) met Bucky Pizzarelli, Ellis Larkins
- 1995: Inside Out (Concord Records) met Roger Kellaway
- 1996: Braff Plays Wimbledon: First Set (Zephyr Records) met Warren Vaché jr., Brian Lemon, Howard Alden, Allan Ganley
- 2002: Ad Lib Blues (Past Perfect Silver Line)